# I cannibali
I cannibali is een Italiaanse film van Liliana Cavani die werd uitgebracht in 1970.
De film is een vrije adaptatie van Sophocles' Antigone, gesitueerd in een al dan niet verre dystopische toekomst waar een totalitair regime de macht in handen heeft.

## Verhaal
De straten en de pleinen van een stad liggen bezaaid met lijken van politieke tegenstanders van het regime. Geen enkele voorbijganger lijkt daar acht op te slaan. Overal aan de muren hangen affiches met de mededeling dat iedereen die de lijken aanraakt op zijn beurt zal sterven. Deze bedreiging is een afschrikmiddel vanwege een dictatoriale staat die na een mislukte rebellie een voorbeeld wil stellen en met genadeloze repressie elk verzet in de kiem zal smoren.
Antigone, een jonge vrouw uit een gegoede burgerfamilie, wil koste wat het kost het lijk van haar vermoorde broer weghalen om het te begraven. Daarbij wordt ze geholpen door Tiresia, een raadselachtige jonge man die een onverstaanbare taal spreekt en die uit het niets lijkt te zijn opgedoemd.

## Rolverdeling
| Acteur             | Personage                             |
| ------------------ | ------------------------------------- |
| Britt Ekland       | Antigone                              |
| Pierre Clémenti    | Tiresia                               |
| Francesco Leonetti | de eerste minister                    |
| Tomás Milián       | Emone, de zoon van de eerste minister |
| Marino Masè        |                                       |

Britt Ekland gaf in een (weergave van een) interview in het NRC Handelsblad van 13 december 1974 aan dat het voor haar een atypische rol was. Zo mocht ze gedurende de opnamen maar één jurk dragen en geen make-up. Ze trad daarvoor voornamelijk op in comedy-films. Ze vertelde toen ook dat in eerste instantie Vanessa Redgrave de hoofdrol zou spelen, maar die was zwanger (van Carlo Gabriel Nero). Ekland kende de producer en kreeg het script in handen. Ze nam contact op met de regisseur en zei dat zij de rol van Antigone wel wilde spelen; Liliana Cavani was er huiverig voor. De film is vermoedelijk niet te zien geweest in Nederland of België.